# U 24 (U-Boot, 1974)
Das U 24 ist ein ehemaliges U-Boot der Bundesmarine aus der Klasse 206.

## Geschichte
Das U-Boot wurde von Rhein-Stahl-Nordseewerke in Emden gebaut und am 20. März 1972 auf Kiel gelegt. Der Stapellauf fand am 26. Juni 1973, die Indienststellung am 16. Oktober 1974 statt. Das U-Boot gehörte zum 3. Ubootgeschwader, das in Eckernförde stationiert war. Ab März 1991 wurde das Boot der U-Boot-Klasse 206 zum Typ 206 Alpha umgerüstet. Gewisse Bekanntheit erzielte es im Rahmen der NATO-Übung JTFEX 01-2, die 2001 in der Karibik stattfand. Während der Übung durchbrach U 24 den Abwehrring um den US-Atom-Flugzeugträger Enterprise, schoss einen simulierten Torpedofächer auf ihn ab, fotografierte ihn durch das Angriffssehrohr und tauchte anschließend neben dem Schiff auf.

## Verbleib
Das U-Boot wurde am 31. März 2011 außer Dienst gestellt. U 24 und sein Schwesterboot U 23 wurden laut Beschluss des Bundessicherheitsrats 2015 von Thyssen Krupp Marine Systems umgebaut und an Kolumbien verkauft, wo es als ARC Indomable zur Bekämpfung des Kokainschmuggels und zur Sicherung von Ölfeldern eingesetzt wird.